# 偏钒酸钾
偏钒酸钾是一种无机化合物，化学式为KVO3。它可由碳酸钾和五氧化二钒在水中加热反应制得。它和过氧化氢、2,2'-联吡啶（bpy）反应，可以得到K[VO(O2)2(bpy)]。